# Guilherme, Conde de Eschaumburgo-Lipa
Frederico Guilherme Ernesto de Eschaumburgo-Lipa (em alemão:  Friedrich Wilhelm Ernst zu Schaumburg-Lippe; Londres, 9 de janeiro de 1724 – Wölpinghausen, 10 de setembro de 1777) e conhecido em Portugal como Conde de Lippe (em virtude de ser conde reinante do Condado de Eschaumburgo-Lipa), foi um notável militar e político alemão que esteve ao serviço do Exército Português, que reorganizou profundamente e comandou durante a Guerra Fantástica.
Notabilizou-se pelo contributo que deu às ciências militares, em particular à teoria da organização e administração militares. Enquanto conde soberano de Eschaumburgo-Lipa, então um Estado independente no contexto do Sacro Império Romano-Germânico, empreendeu grandes reformas e construiu edifícios que ainda hoje são dos mais marcantes do noroeste da Alemanha.

## Biografia
Guilherme de Eschaumburgo-Lipa nasceu em Londres, sendo o segundo filho de Alberto Wolfgang, e de sua esposa, a condessa Margarete Gertrudes de Oeynhausen (1701-1726).
Não sendo o herdeiro do condado, foi-lhe destinada uma vida militar, ao gosto esclarecido do tempo e como era tradição da família, o que implicava uma sólida preparação académica e cultural. Estudou em Genebra, depois na cidade neerlandesa de Leida e finalmente em Montpellier, o que lhe deu uma visão europeia então pouco comum e domínio de várias línguas. Ingressou depois na Guarda Real inglesa como alferes, onde aprendeu as artes militares.

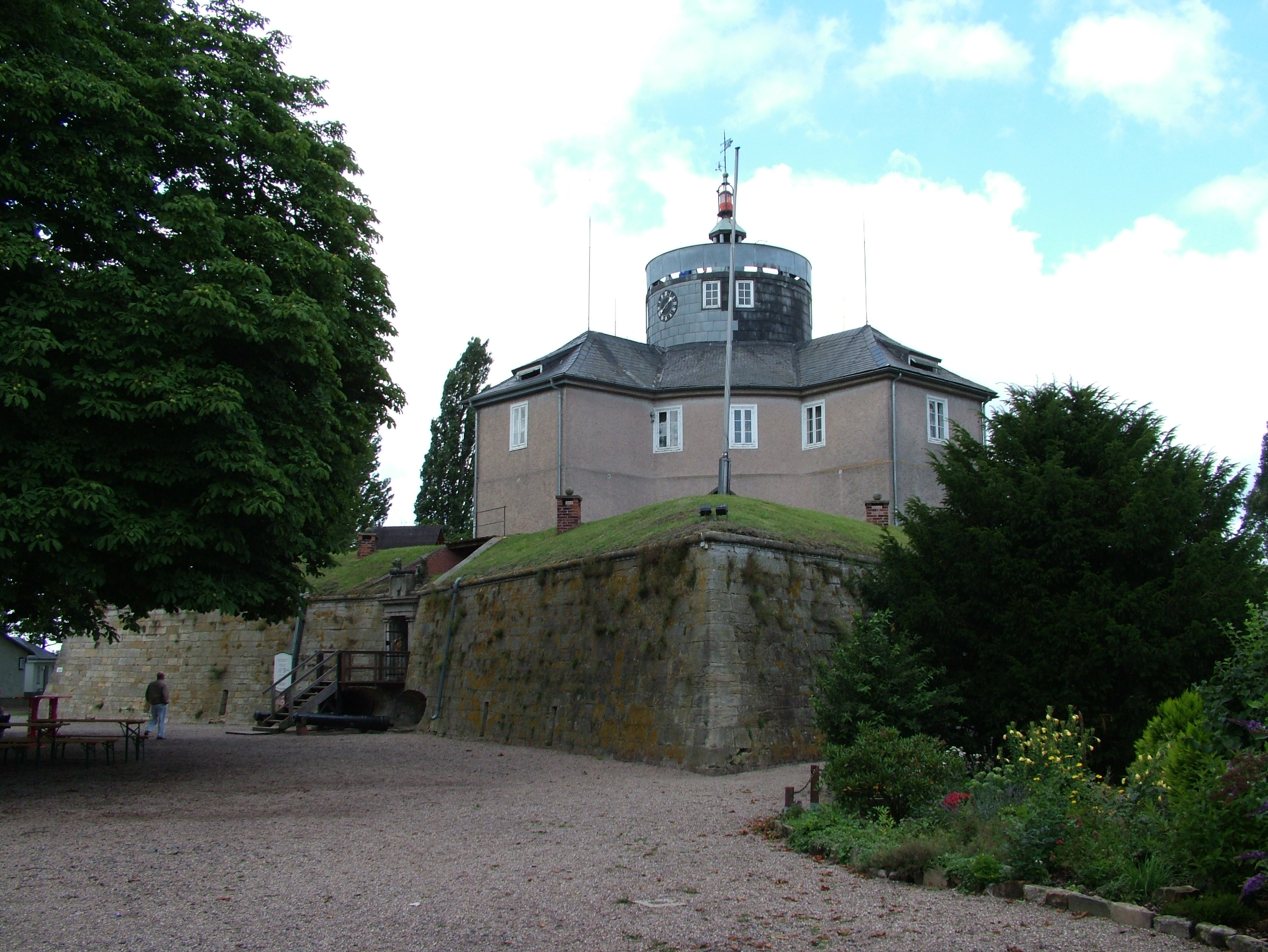
O castelo de Wilhelmstein, construído por Guilherme numa pequena ilha do lago de Steinhüder

Quando o irmão mais velho, Jorge (1722 – 1742), foi morto num duelo, viu-se inesperadamente no papel de príncipe herdeiro, o que o levou a voltar a Buckeburgo. Acompanhou então o seu pai, que ao tempo era general ao serviço da República das Sete Províncias Unidas, na campanha contra a França no contexto da Guerra da Sucessão da Áustria, estando presente na Batalha de Dettingen, travada a 27 de Julho de 1743, durante a qual se distinguiu.
Alistou-se então como voluntário nas forças imperiais, participando em 1745 na campanha de Itália, continuando a sua vida militar na Marinha Real Britânica, tomando parte na campanha de 1745 contra os otomanos.
Após o falecimento do seu pai, em 1748, passou a conde reinante de Eschaumburgo-Lipa, tendo de imediato de enfrentar um conflito com o vizinho ducado de Hesse-Cassel, que pretendia aproveitar a oportunidade para anexar aquele condado. Este conflito latente com o pequeno Estado vizinho influenciou decisivamente o percurso de Guilherme, já que evitar a anexação passou a ser um dos principais objectivos estratégicos de toda a sua governação.
Fluente em várias línguas, já que a sua educação em várias cidades lhe permitira aprender alemão, francês, inglês, latim e italiano (mais tarde seria fluente também em português), resolveu viajar procurando obter experiência e apoio em matérias militares. Em Berlim, onde frequentou durante algum tempo a corte de Frederico o Grande, relacionou-se com Voltaire. Seguidamente visitou a Itália e a Hungria.
Quando se desencadeou a Guerra dos Sete Anos, reuniu o seu próprio contingente, tomou o partido da Prússia e pôs-se ao serviço do rei de Hanôver, que o nomeou general mestre de campo (major-general) das suas tropas. Participou em várias acções com grande distinção.
Em 1759, conduziu a artilharia na batalha de Minden com tal acerto que impediu a acção da ala esquerda das forças francesas. Após essa vitória, foi-lhe confiado o comando de toda a artilharia dos exércitos aliados.
Quando em 1761, na sequência do Pacto de Família, Portugal se viu ameaçado por tropas francesas e espanholas, por indicação do governo britânico, Guilherme foi convidado por Sebastião José de Carvalho e Melo, o poderoso ministro marquês de Pombal, para comandar as tropas portuguesas que, com ajuda de forças britânicas, se preparavam para entrar em acção.
Guilherme aceitou o convite, e em Julho de 1762, assumiu o comando do Exército Português e o encargo de reorganizador as forças portuguesas e de as preparar para a guerra.
Naquele ano a Espanha e a França, unidas pelo Pacto de Família, tinham pretendido que Portugal fechasse os seus portos aos navios ingleses, o que foi recusado pelo governo português. Como consequência desencadeou-se a chamada Guerra Fantástica, uma invasão da fronteira do nordeste português por tropas espanholas que tomaram Miranda , Bragança e Chaves.
O Exército Português, em condições precárias devido aos cortes resultantes da reconstrução de Lisboa, não tinha oficiais preparados para a guerra — fardamento, soldados e armas eram praticamente inexistentes.
O Conde de Lipa, como Guilherme ficou desde então conhecido em Portugal, e alguns oficiais ingleses e alemães tentaram organizar um exército de resistência. Contudo, impressionaram o conde as rendições precipitadas de muitas praças, o número de desertores e a demora no cumprimento das ordens, de que se teria queixado o ajudante-geral, o coronel nascido em Brema Johann Heinrich Böhm (1708–1783).
Em consequência, o conde de Lipa, tendo conhecimento do pequeno valor militar das suas tropas, limitou-se a uma guerra de posições, procurando impedir que o exército espanhol penetrasse em Portugal. Daí o nome de Guerra Fantástica, já que toda ela decorreu sem ser travada uma única batalha digna de nota.
Estas estratégia funcionou, já que Espanha não se empenhou grandemente na luta contra Portugal, que só foi activa na América do Sul onde existiam disputas territoriais não resolvidas entre ambos os Estados ibéricos.

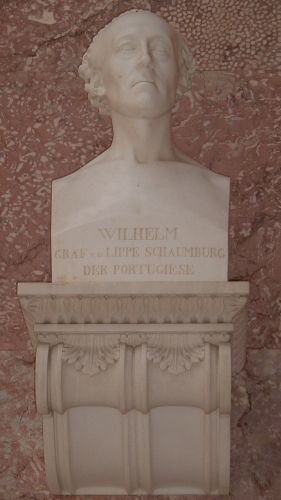
Guilherme de Eschaumburgo-Lipa
Busto no memorial do Templo de Walhalla

Acabada a guerra com a assinatura da Paz de Fontainebleau, o Conde de Lipa continuou a tentar organizar o exército português que lhe fora confiado, pelo que em 1764, realizou uma viagem de inspecção às regiões fronteiriças, mandando reparar as fortificações existentes e ordenando a construção de algumas novas. Continuou a lutar pelo melhoramento do Exército Português, mas o governo do Marquês de Pombal ignorou-o. Nesse mesmo ano regressa ao seu país, não devendo ter recebido o ordenado que fora fixado em 3 000 libras anuais.
Regressou três anos depois e voltou a percorrer o país certificando-se do efeito das suas reformas; durante a sua estadia realizaram-se grandes manobras de conjunto de 20 regimentos. Recebe então como presente de agradecimento de D. José I vários canhões miniatura em bronze dourado, um dos quais se encontra actualmente em exposição no castelo de Schaumburgo, em Buckeburgo.
Em reconhecimento pela sua capacidade técnica e de liderança e pela forma como se houve à frente das forças luso-britânicas em Portugal, o governo britânico nomeou-o marechal-de-campo honorário dos seus exércitos.
A despeito dos seus feitos, não é recipiente de quaisquer ordens honoríficas portuguesas, pois no seu tempo estas eram reservadas a católicos, e sendo protestante não lhe poderiam ser outorgadas.
Trabalhou por um período de tempo no Brasil Colônia, onde implementou o Regimento de Artilharia do Rio de Janeiro nas instituições militares locais.
Vinte anos após a sua morte, o governo português comprou os seus manuscritos referentes à defesa de Portugal; todos, ou a maior parte, foram levados para o Brasil com a invasão francesa em 1807.
Em sua homenagem, entre outros foi dado o seu nome ao Forte de Lipa em Elvas e a um dos mais notáveis regimentos do Exército Português, o actual Regimento de Infantaria n.º 1.
Faleceu no seu retiro de caça de Haus Bergleben, em Wölpinghausen, onde então residia. Por não ter qualquer filho sobrevivo, foi sucedido por seu primo, o conde de Lipa-Alverdissen, que assumiu o título de Filipe II.

### Família

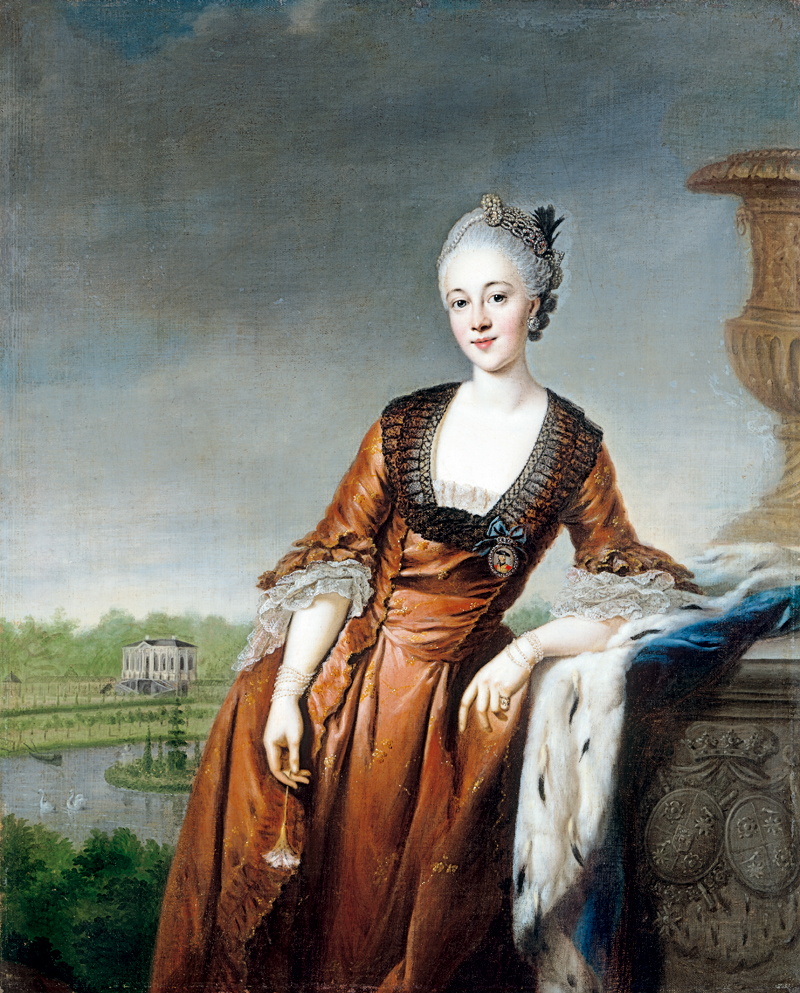
Maria Bárbara Eleonor de Lipa-Biesterfeld, a esposa do conde de Lipa

O conde de Lipa casou muito tarde, aos 42 anos de idade, a 12 de Novembro de 1765, em Stadthagen, com a condessa Maria Bárbara Eleonor de Lipa-Biesterfeld (1744-1776), 20 anos mais nova do que ele. Deste casamento resultaram dois filhos, um dos quais morreu à nascença e o outro em criança: a filha Emília (1771-1774) e um filho (1772-1772). A esposa faleceu em 1775, um ano após a morte da filha.
Desgostoso e solitário, retirou-se para uma abrigo de caça que construíra, aí falecendo.
O seu túmulo, ao lado dos da mulher e da filha, estão num enorme mausoléu situado numa grande clareira da floresta que rodeia o castelo de Eschaumburgo.
No lugar onde existiu o abrigo de caça de Guilherme foi construída a Wilhelmsturm, uma torre destinada a servir de marco geodésico no levantamento topográfico das terras da região. A sua residência de ‘’Haus Bergleben’’ foi desmontada e reconstruída em 1790 em Bad Nenndorf para servir como farmácia da estação termal ali existente.

## Obras publicadas
- Curd Ochwadt (editor) Schriften und Briefe. In: Veröffentlichungen des Leibniz-Archivs, 6-8. Klostermann, Frankfurt-am-Main 1977–1983 (escritos e correspondência)
  - Volume 1: Philosophische und politische Schriften. 1977
  - Volume 2: Militärische Schriften. 1977
  - Volume 3: Briefe. 1983